# Cardona (Uruguay)
Pour les articles homonymes, voir Cardona (homonymie).
Cardona est une ville de l'Uruguay située dans le département de Soriano. Sa population est de 4 689 habitants.

## Histoire
La ville a été fondée en 1903.

## Population
| Année | Population |
| ----- | ---------- |
| 1963  | 4 111      |
| 1975  | 4 104      |
| 1985  | 3 822      |
| 1996  | 4 579      |
| 2004  | 4 689      |

Référence ,:

## Gouvernement
Le maire de Cardona est Raúl Bertinat.

## Villes jumelées
- Cardona, Catalogne,  Espagne[6]